# Brachycoelium mesorchium
Brachycoelium mesorchium är en plattmaskart. Brachycoelium mesorchium ingår i släktet Brachycoelium och familjen Brachycoeliidae. Inga underarter finns listade i Catalogue of Life.